# Pedicularis pyrenaica
Pedicularis pyrenaica är en snyltrotsväxtart. Pedicularis pyrenaica ingår i släktet spiror, och familjen snyltrotsväxter.

## Underarter
Arten delas in i följande underarter:
- P. p. fallax
- P. p. lasiocalyx
- P. p. praetermissa
- P. p. pyrenaica

## Bildgalleri

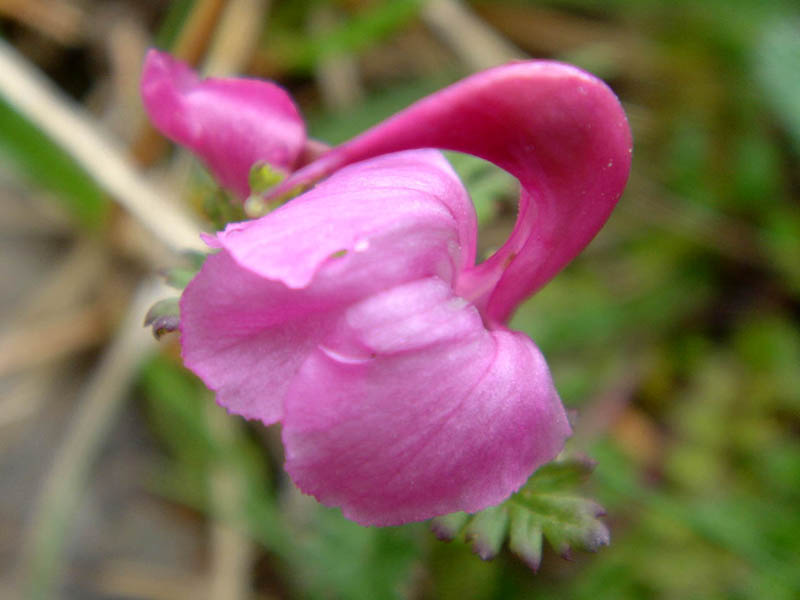
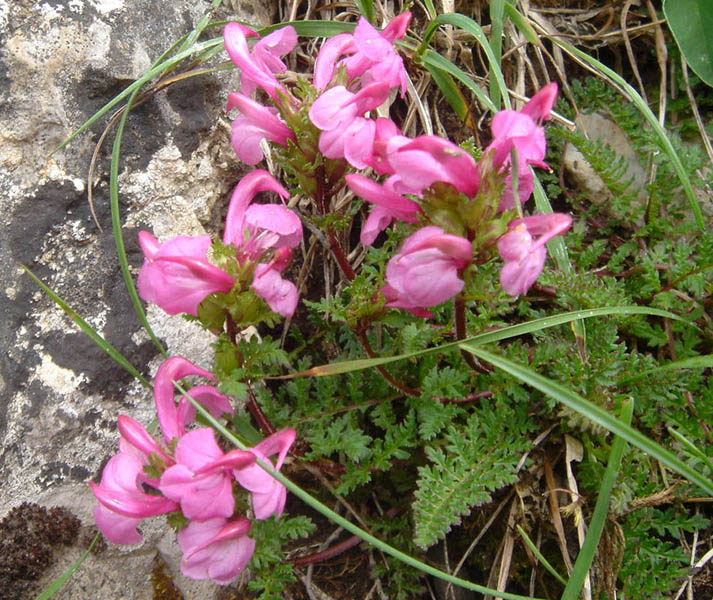
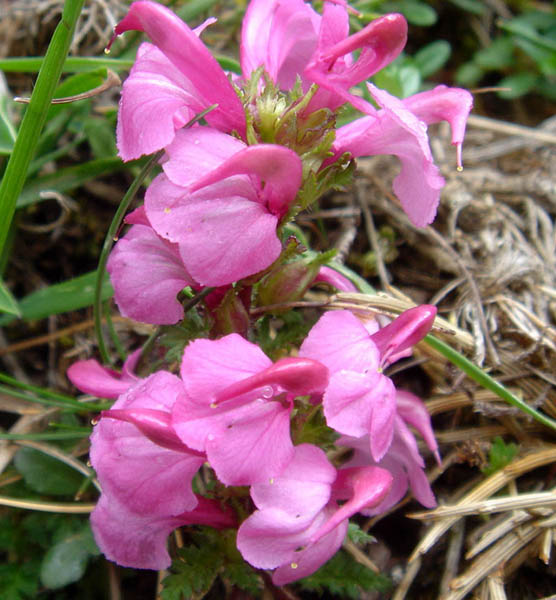
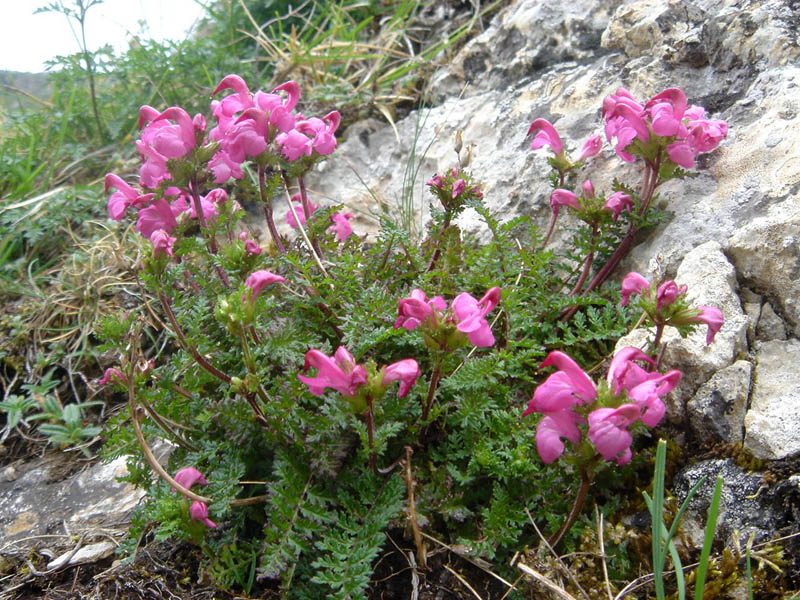
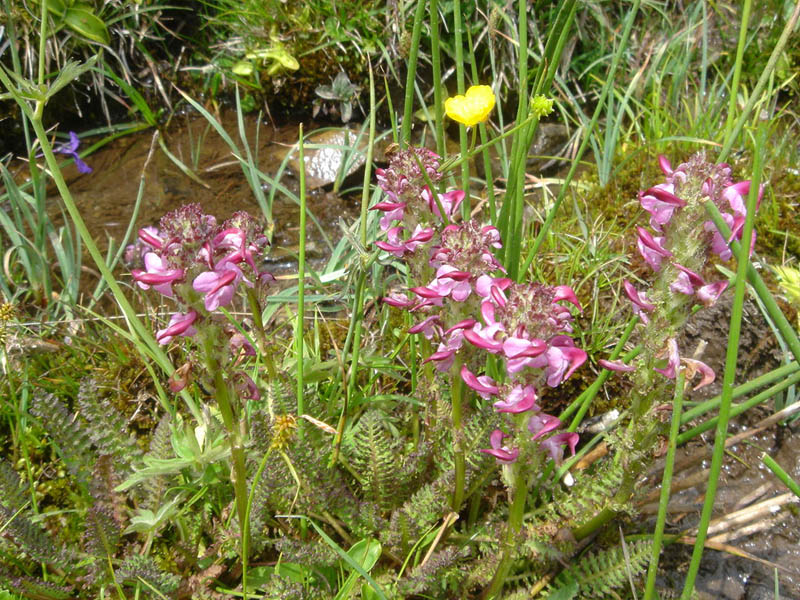